# Municipio de Latimore
El municipio de Latimore (en inglés: Latimore Township) es un municipio ubicado en el condado de Adams en el estado estadounidense de Pensilvania. En el año 2000 tenía una población de 2528 habitantes y una densidad poblacional de 46 personas por km².

## Geografía
El municipio de Latimore se encuentra ubicado en las coordenadas 39°59′30″N 77°06′59″O / 39.99167, -77.11639.

## Demografía
Según la Oficina del Censo en 2000 los ingresos medios por hogar en la localidad eran de $52 500 y los ingresos medios por familia eran $56 181. Los hombres tenían unos ingresos medios de $34 583 frente a los $26 719 para las mujeres. La renta per cápita para la localidad era de $20 230. Alrededor del 6,7% de la población estaban por debajo del umbral de pobreza.